# Zalisjtjyky
Zalisjtjyky (ukrainsk: Залiщики), også stavet Zalischyky, er en lille by beliggende ved floden Dnestr i Tjortkiv rajon af Ternopil oblast (provins), i det vestlige Ukraine. Den er hjemsted for administrationen af Zalisjtjyky urban hromada, en af Ukraines hromadaer 
Byen har 9.021 (2021) indbyggere.

## Geografi
Zalisjtjyky ligger i den sydlige udkant af Ternopil oblast i nærheden af et sted, hvor tre oblaster (Ternopil, Ivano-Frankivsk og Chernivtsi) går sammen. Geografisk set ligger byen på grænsen mellem det vestlige Podolien, Bukovina og det østlige Galicien, i dalen af Dnestr, som i dette område danner den såkaldte Dnestr-kløft. Den vigtige Europavej E85, som forbinder Østersøkysten med kysten af Det Ægæiske Hav i det nordlige Grækenland, passerer gannem byen.

## Galleri
- Romersk Katolsk kirke Sankt Stanislaus
- Bypark og broer over Dnestr.
- Kontorbygning Zalisjtjyky
- Bruniste Palads
- Ruiner af den brændte synagoge.